# FC Wiltz 71
FC Wiltz 71 je nogometni klub u Wiltzu, na sjeverozapadu Luksemburga. 
Osnovan je 1971. kao spoj Union Sportiva Niederwiltza i Gold a Ro'd Wiltza,
Godine 1976., apsorbirao je Arminiu Weidingen. 

## Trofeji
- Luksemburški kup
  - Finalisti (1): 2000./01.

## Bivši izbornici
- Mike Ney
- Steve Majerus
- Pascal Lebrun
- Samir Kalabic

## Vanjske poveznice
- Službena stranica kluba